# Administration territoriale de la Colombie
La Colombie est une république unitaire selon la Constitution nationale de 1991. Cependant, une décentralisation administrative a été mise en place par le gouvernement national. Ainsi, une grande partie de l'administration de l'État est répartie entre différentes entités administratives et territoriales de niveau inférieur. Ces entités sont notamment les départements, les municipalités et les territoires indigènes,, représentant les différents niveaux d'organisation territoriale de la république.

## Départements
Les départements sont les entités territoriales de premier niveau en Colombie. Le pays est divisé administrativement et politiquement en 32 départements, qui sont régis depuis chacune de leur capitale départementale. Les départements forment des régions géographiques, culturelles et économiques. En accord avec l'Article 298 de la Constitution politique de la Colombie de 1991, il s'agit d'un organisme territorial qui jouit d'autonomie pour l'administration des affaires sectionnelles, la planification et la promotion du développement économique et social sur son territoire selon les termes établis par la Constitution et les lois.

## Municipalités
Les municipalités de Colombie sont des subdivisions décentralisées de troisième niveau (après le niveau national et le niveau départemental) de la République de Colombie. Chaque municipalité est dirigée par un maire (alcalde) élu au suffrage populaire et qui représente le plus haut officier de l’exécutif gouvernemental au niveau municipal. Elles sont aussi groupées dans une association appelée la Federación Colombiana de Municipios (Fédération colombienne des municipalités) qui fonctionne comme un syndicat de droit privé.